# دوري سورينام لكرة القدم
دوري سورينام لكرة القدم هو الدوري الوطني لكرة القدم في سورينام .البطل الحالي هو نادي إنتر م..